# Федерация айкидо Узбекистана
Федерация Айкидо Узбекистана (ФАУ) — спортивная организация Узбекистана, основной целью которой является развитие и популяризация айкидо. Зарегистрирована в качестве самостоятельного объединения в июле 1990 года. С момента основания и по настоящее время федерацию бессменно возглавляет Халидов Рашид Бакиевич, обладатель 6 дана Айкидо Айкикай.

## История создания Федерации
Развитие айкидо в Узбекистане берёт своё начало еще со времен СССР. В середине 70-х годов в Ленинграде (сейчас Санкт-Петербурге) Халидов Р. Б. начал изучение боевых искусств под руководством своего первого учителя Макашева Альфата Махмудовича — одного из родоначальника боевых искусств СССР.
В июне 1991 года в Санкт-Петербурге (впервые в СССР) проходил семинар Шихана официального представителя Хомбу Додзё в Испании Ясунари Китауры, где Халидов Р. Б. был представлен мастеру и осенью того же года был приглашен на семинар в Мадрид. По результатам участия в семинаре и на основании сдачи экзамена Халидов Р. Б. был удостоен ступени 1 Дан. С тех пор по приглашению Федерации Сэнсэй Я. Китаура трижды (1993, 2002, 2010 гг.) посещал Узбекистан и проводил семинары для Среднеазиатского региона. В результате установившихся тесных отношений, сэнсэй Я. Китаура обеспечил кураторское сопровождение федерации и внес неоценимый вклад в развитие айкидо в Узбекистане.
В апреле 2013 года Федерация Айкидо Узбекистана получила официальное признание (Hombu Recognition) Головной организации Фонда Айкикай Aikikai Foundation.
Посольство Японии в Узбекистане оказывает не малую поддержку федерации в развитии айкидо в Узбекистане, как одной из традиционных культур Японии. Сотрудничество с JICA даёт федерации возможность организовывать семинары с мастерами Айкидо из Японии. Так же ежегодно проводятся семинары делегатов из Хомбу Додзё.
В настоящее время федерация насчитывает большое количество мастеров черного пояса разных уровней и обеспечивает обучение айкидо в Узбекистане. Президент федерации Халидов Р. Б. проводит активную преподавательскую работу, ведет специализированные семинары, на которых, в результате экзаменов, аттестуются ученики на разные ступени.
Федерация Айкидо Узбекистана входит в состав Международной Евро-Азиатской Федерации Айкидо, объединяющей большинство стран СНГ и Балтии. Представительные делегации мастеров айкидо из Узбекистана регулярно участвуют в семинарах Я. Китауры в Санкт-Петербурге и Испании.